# Arnold Engineering Development Complex
L'Arnold Engineering Development Complex (AEDC) est un centre d'essais pour l'aéronautique et le spatial de l'US Air Force situé sur le site de l'Arnold Air Force Base à Tullahoma (Tennessee). Il a été créé en 1950 sous le nom de Arnold Engineering Development Center qu'il a conservé jusqu'en 2012 et dépend de l'Air Force Test Center. Il succède à l'Air Engineering Development Division créée en 1949. 
L'ensemble des activités est sous-traitée par un ensemble de sociétés spécialisées regroupées, en 2003, dans l'Aerospace Testing Alliance (Jacobs Engineering, Computer Sciences Corporation, DynCorp International, General Physics).
Le nom de la base a été donné en l'honneur de Henry Harley Arnold.

## Moyens

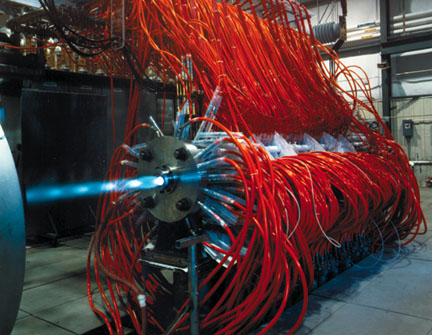
Torche à plasma H3
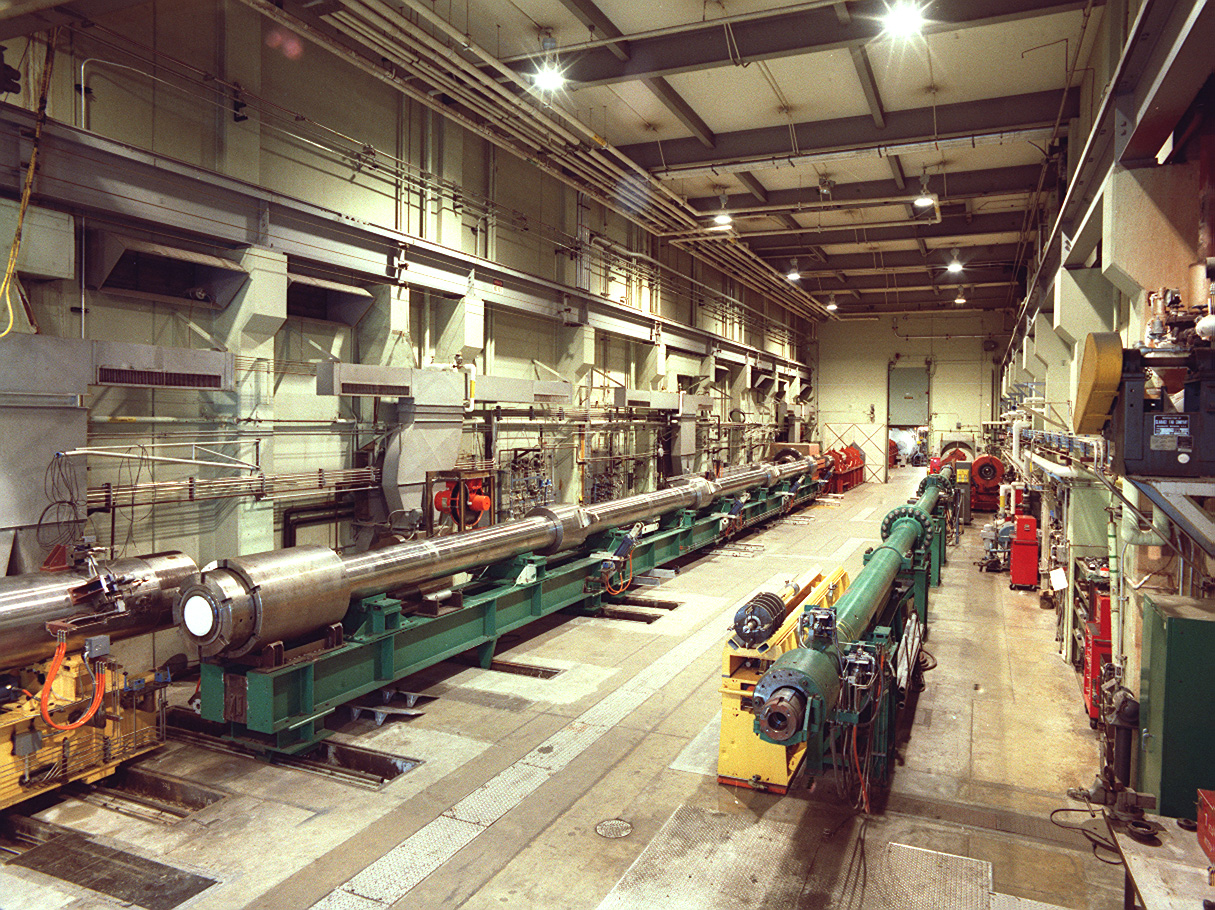
Track G
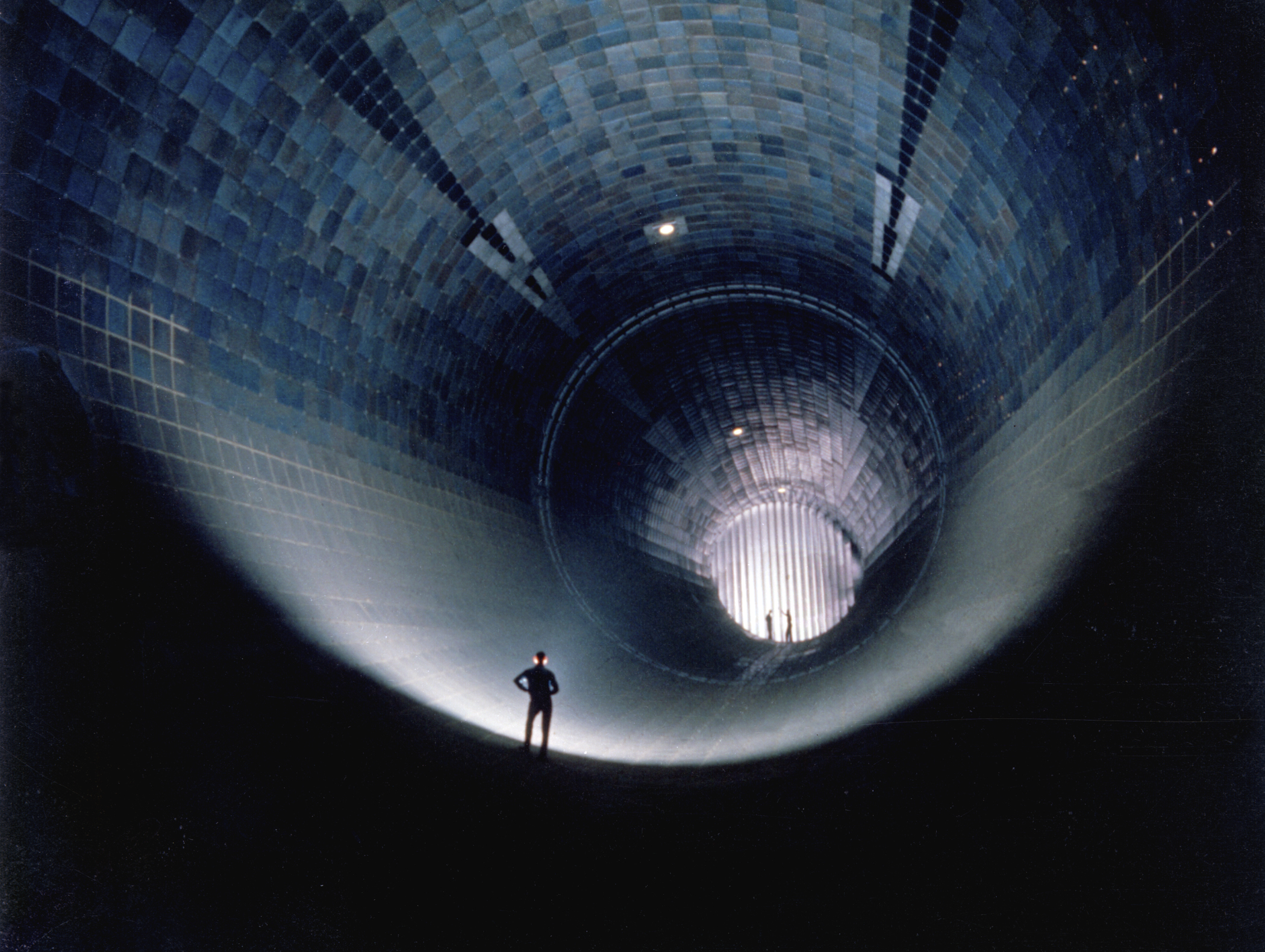
Soufflerie 16S.

Les moyens d'essais pléthoriques sont destinés aux tests les plus divers, depuis un échantillon de matériau jusqu'à un propulseur, un turboréacteur ou un avion tout entier. Divers laboratoires supportent cette activité : simulation numérique, instrumentation, etc. Un support scientifique est offert par l'University of Tennessee Space Institute adjacent.

### Souffleries «froides»
- le Propulsion Wind Tunnel 16T comprend trois souffleries dédiées à la propulsion[4].
- le Von Karman Gas Dynamics Facility regroupe quatre souffleries dans le domaine du supersonique et de l'hypersonique[5].

En dehors du site l'AEDC est responsable de l'Hypervelocity Wind Tunnel 9 dans le Maryland utilisé à l'origine par le Naval Ordnance Laboratory et du National Full-Scale Aerodynamics Complex (NFAC) situé sur le site du Ames Research Center de la NASA.

### Souffleries «chaudes»
Ce type de moyen utilisant une torche à plasma (en anglais Arc Jet) est destiné à l'étude des écoulements hypersoniques et des matériaux de protection thermique utilisés dans ces domaines. Le complexe a utilisé la première grande machine dans ce domaine, le REentry NoseTip (RENT) de puissance 50 MW,. Aujourd'hui trois machines baptisées High Enthalpy Arc Test (HEAT) sont utilisées :
- deux pour des tests à l'air libre, le HEAT-H1 (30 MW) et le HEAT-H3 (70 MW), tous deux à électrodes segmentées,
- une pour les tests à basse pression nécessitant un extracteur, le HEAT-H2 (45 MW) qui utilise une technologie de type Huels.

### Système d'aéropropulsion
Le complexe utilise quatre systèmes destinés aux tests sur les turboréacteurs, superstatoréacteurs et propulseurs à liquide :
- l'Aeropropulsion Systems Test Facility qui comporte deux cellules de test de réacteurs[10],
- l'Aeropropulsion Systems Test Facility Icing destiné aux études de givrage[11],
- l'Engine Test Facility pour les propulseurs[12],
- le Sea Level Test Cells qui autorise des essais de turbines seules[13].

### Cellules de test de propulseurs
Les cellules J4, J5 et J6 permettent les tests de propulseurs à poudre,.

### Chambres de simulation environnementales
Dix chambres permettent de simuler l'environnement spatial et la signature infrarouge des objets,,.

### Tubes à choc
- pour le vol libre de maquette l'Aerodynamic and Propulsion Test Unit (APTU) est un tube à choc utilisable dans la gamme Mach = 2.2 à 4.1[19] ;
- en lancement sur rail Track G et S1 sont deux lanceurs sur rail hypervéloces (7 - 8 km / s) pour les études d'impact[19].